# Filosofía de la sexualidad
La filosofía de la sexualidad es un aspecto de la filosofía aplicada involucrado con el estudio del sexo y el amor. 
Incluye tanto a ética de fenómenos como la edad de consentimiento, la identidad sexual, la homosexualidad, la prostitución, la violación, el acoso sexual, y el análisis conceptual de conceptos tales como "¿cuál es el sexo?" También incluye las cuestiones de la sexualidad y la identidad sexual y el estatus ontológico de género. Los principales filósofos contemporáneos de sexo incluyen Alan Soble y Judith Butler.
La filosofía contemporánea del sexo a veces se informó por el feminismo occidental. Las cuestiones planteadas por las feministas en relación con las diferencias de género, las políticas sexuales, y la naturaleza de la identidad sexual son cuestiones importantes en la filosofía del sexo.